# CSM Corona Brașov
Clubul Sportiv Municipal Corona Brașov este un club sportiv aflat în administrarea municipiului Brașov din România. Clubul are secții de handbal, hochei pe gheață, „patinaj viteză și patinaj artistic”, schi alpin, natație, polo pe apă și scrimă. Clubul a fost înființat prin Hotărârea nr. 235 din 29 martie 2019 a Consiliului Local Brașov și este o „structură sportivă, instituție publică de interes local cu personalitate juridică, sub forma unui club sportiv municipal, polisportiv, persoană juridică de drept public, în subordinea Consiliului Local al Municipiului Brașov, a cărui activitate este finanțată din venituri proprii și din alocații/subvenții”. Obiectul de activitate al CSM Corona Brașov „îl constituie activitatea de performanță, selecția, pregătirea și participarea la competiții interne și internaționale”. Sediul Clubul Sportiv Municipal Corona Brașov se află pe Bulevardul Gării nr. 21 din Brașov, în incinta Bazinului Olimpic Brașov, iar culorile oficiale sunt galben-albastru.
CSM Corona Brașov este continuatorul Asociației Sport Club Corona 2010 Brașov (ASC Corona 2010 Brașov), club sportiv de drept privat, înființat în anul 2010, în cadrul căruia au activat nouă secții: handbal, hochei, schi biatlon, patinaj artistic, patinaj viteză, polo, natație, scrimă și fotbal, secții care au fost preluate în totalitate de CSM Corona Brașov

## Secții

### Baschet masculin
Echipa principală de baschet a intrat în Liga I (divizia a doua) în sezonul 2022-23 și neînvinsă (12-0 în prima fază, 14-0 în a doua fază) a intrat în playofful de promovare împotriva echipelor CS Vâlcea 1924, CS Agronomia București și CS Politehnica Iași, unde a câștigat din nou toate confruntările și obținând pe lângă titlul din Liga I, calificarea în Liga Națională.
În elita românească, au avut un sezon de adaptare (2023-24) în care nu au terminat pe locul 9 în clasament, dar în sezonul următor au terminat pe locul cinci în sezonul regulat, confirmându-și poziția în play-in (locul 5-8) împotriva FC Argeș Pitești. Cu toate acestea, campania s-a încheiat în sferturile de finală, fiind învinși de CSO Voluntari cu 1-3.

### Fotbal
Echipa de fotbal a Clubului Sportiv Municipal Corona Brașov este continuatoarea echipei ASC Corona 2010 Brașov, înființată în 2008. Între 2009 și 2013, echipa a reușit prin promovări succesive să ajungă din liga a Vi-a  în liga a I-a. În Liga I sezonul 2013-2014 echipa a terminat ultima și a retrogradat iar la câteva zile de la sfârșitul sezonului secția de fotbal a desființată. Secția de fotbal a fost reînființată în 2016, avănd grupe de copii și juniori iar din 2019 are și o echipă de seniori. În 2021 echipa a promovat în liga a II-a. Pe 25 iunie 2021 Consiliului Local Brașov a hotărât cesionarea, cu titlu definitiv și gratuit, a dreptului de participare în liga a II-a de către echipa de fotbal seniori secția Fotbal a CSM Corona Brașov, către Asociația Clubul Sportiv Fotbal Club Brașov - Steagul Renaște. De asemenea au fost cedate către noul club și grupele de copii și juniori. Cu puțin timp înainte de promovare, Consiliul Local Brașov a decis ca municipiul Brașov, Direcția de Administrare a Infrastructurii Sportive (DAIS) și Serviciul Public Local de Termoficare (SPLT) să se asocieze cu Asociația Sportivă Scotch Club, urmând ca aceasta să își schimbe statutul pentru a avea printre activități fotbalul și denumirea în FC Brașov. O parte din suporterii și din conducerea Steagului Roșu Brașov (SR Brașov) au protestat față de aceasta considerând că au fost mințiți, de către administrația locală în frunte cu primarul Allen Coliban, în legătură cu sprijinirea SR Brașov „prin dezvoltarea unui club profesionist pe structura SR care să preia brandul FC Brașov, iar primaria să finanțeze activitatea de la viitoarea Academie”, mai ales pentru că anterior Consiliului Local Brașov a hotărât respingerea proiectului de hotărâre privind aderarea municipiului Brașov la Asociația Clubul Sportiv Steagul Roșu Brașov preferând asocierea cu Asociația Sportivă Scotch Club, unde printre membrii fondatori se regăsește și primarul Allen Coliban. De asemenea primarul a fost acuzat că și-a însușit numele echipei SR Brașov folosind numele ACS FC Brașov Steagul Renaște pentru noua echipă. O parte a conducerii SR Brașov a emis un comunicat în care se preciza că ACS SR Brașov va participa la ACS FC Brașov Steagul Renaște.

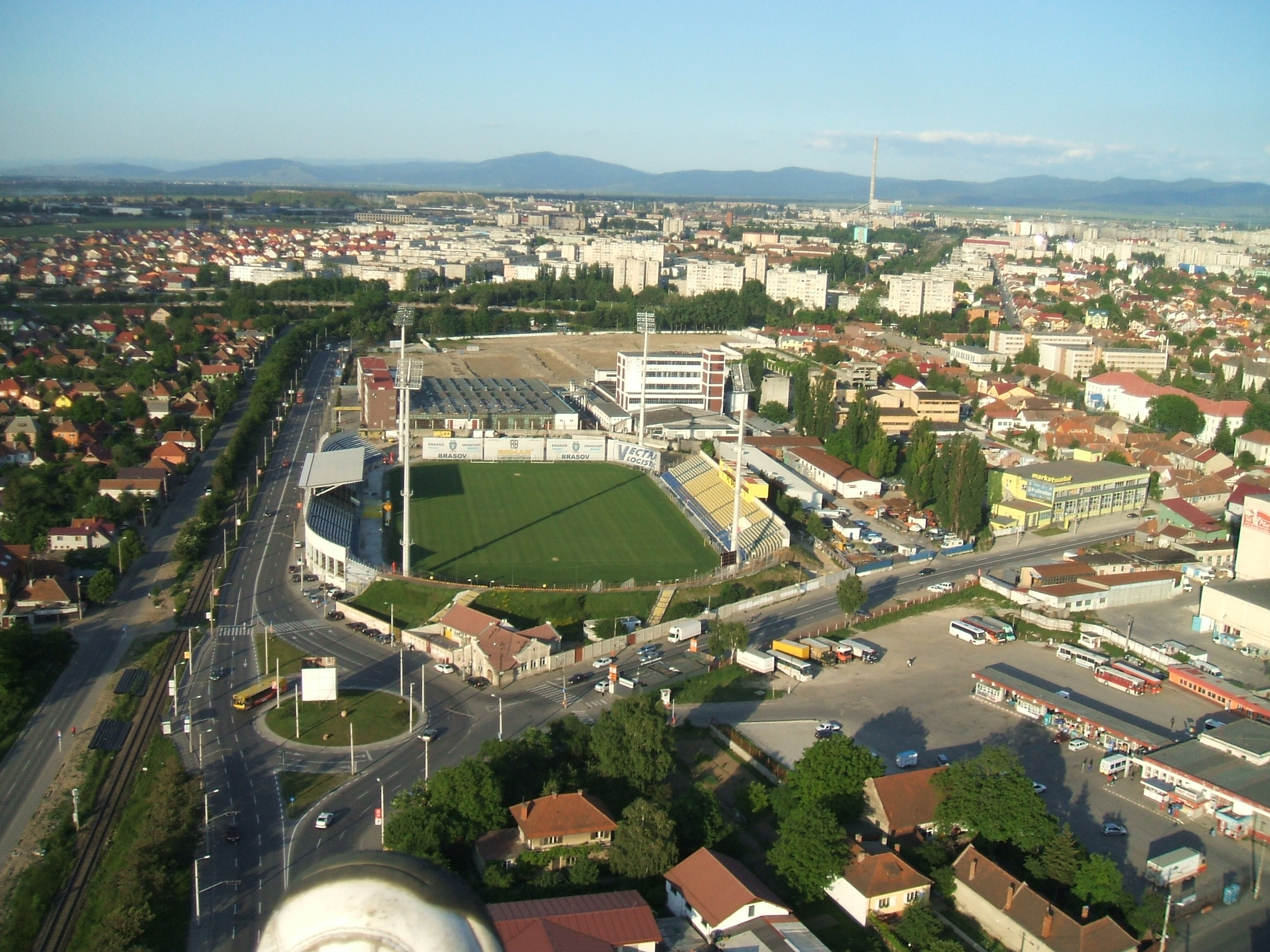
Stadionul Tineretului Brașov

Echipa de fotbal CSM Corona Brașov și-a desfășurat meciurile de pe teren propriu pe Stadionul Tineretului din Brașov, cu o capacitate de  5.750 de locuri. Noua echipă ACS FC Brașov Steagul Renaște va folosi același stadion.
După falimentul echipei, o noua echipă Corona a fost înscrisă in ediția de campionat 2024-25 a ligii a 4-a Brașov.

### Handbal feminin

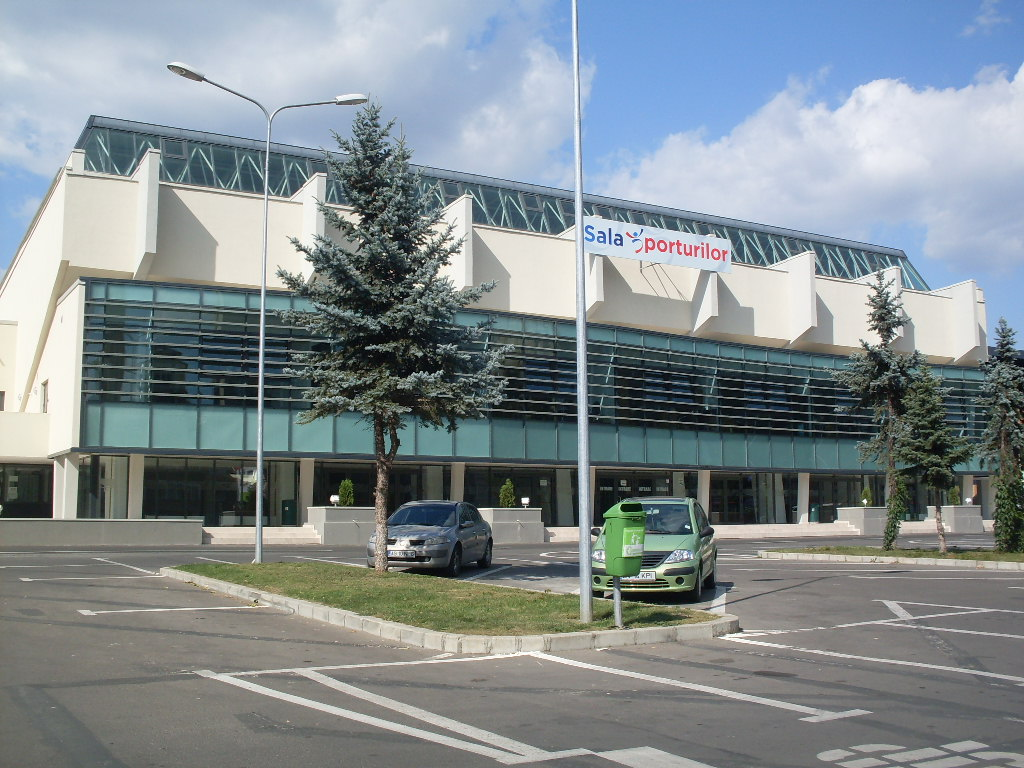
Sala Sporturilor „Dumitru Popescu Colibași” Brașov

Echipa de handbal feminin a Clubului Sportiv Municipal Corona Brașov este continuatoarea echipei ASC Corona 2010 Brașov, cea care în 2011 a preluat echipa Rulmentul Brașov înființată în 1959. Secția de handbal feminin are în palmares: două titluri de campioană a României (1981, 2006), cinci medalii de argint (1984, 2007, 2008, 2009, 2014) și 4 medalii de bronz (1983, 1987, 2015, 2016); două Cupe ale Romăniei (1981, 2006), patru locuri doi (1984, 1995, 2007, 2013), un loc trei (2014) și cinci semifinale (1982, 1983, 1986, 1989, 2002). Pe plan european echipa a câștigat, în 2006, Cupa Challenge, învingând în finală o altă echipă românească CS Tomis Constanța, a disputat finala Cupei Cupelor (2008) și a ajuns în semifinalele Cupei Campionilor Europeni (1982) și a Cupei EHF (2009, 2016).
Echipa de handbal feminin CSM Corona Brașov își desfășoară meciurile de pe teren propriu în Sala „Dumitru Popescu Colibași” din Brașov, cu o capacitate de  1.570 de locuri.

### Hochei pe gheață

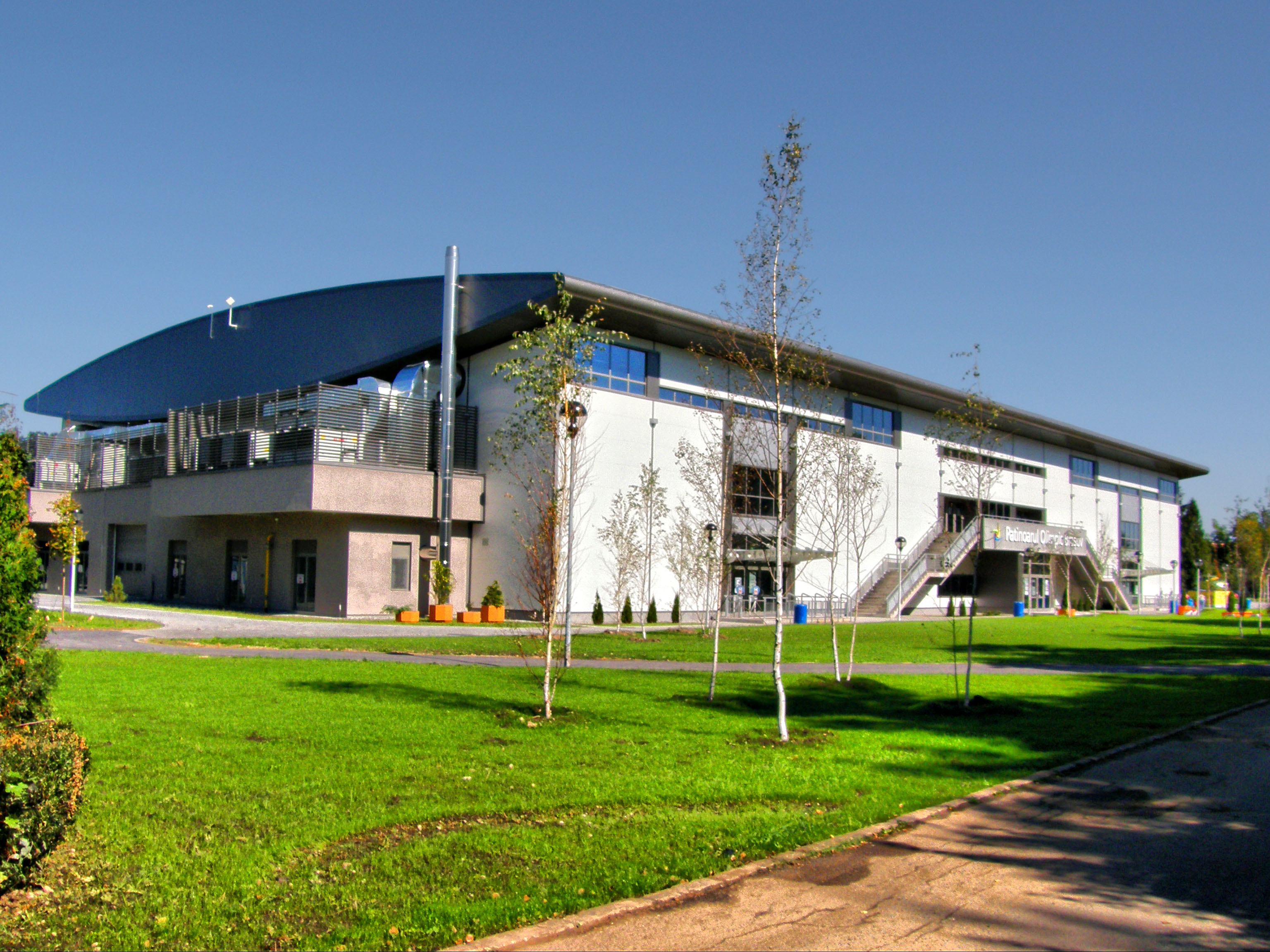
Patinoarul Olimpic Brașov

Echipa de hochei pe gheață a Clubului Sportiv Municipal Corona Brașov este continuatoarea echipei ASC Corona 2010 Brașov, cea care în 2010 a preluat echipa Sport Club Municipal Fenestela 68 Brașov înființată în 2007. Sezonul 2009-2010 a insemnat si debutul echipei in Liga Mol, actuala Erste Liga, o ligă cu echipe din Romania si Ungaria, unde a ocupat locul 7. Secția de hochei pe gheață are în palmares: trei titluri de campioană a României (2014, 2017, 2019) și trei medalii de argint (2011, 2012, 2012); trei Cupe ale Romăniei (2013, 2015, 2021) și șase locuri doi (2009, 2011, 2012, 2014, 2018, 2019). În Erste Liga, Wolves Brașov, așa cum mai este cunoscută echipa, a fost finalistă în sezonul 2013-2014 iar în Cupa Continentală ediția 2014 a terminat pe locul doi.
Echipa de hochei pe gheață CSM Corona Wolves Brașov, își desfășoară meciurile de pe teren propriu la Patinoarul Olimpic Brasov din Brașov, cu o capacitate de  2.000 de locuri.

### Volei masculin
Secția de volei masculin a fost înființată în 2022 și chiar în primul sezon, echipa a promovat în Divizia A1. În cel de-al doilea sezon, Corona a reușit o performanță uriașă, devenind campioană a României. In 2025 a câștigat și cupa României.

### Volei feminin
Secția de volei feminin a fost înființată în 2022 și chiar în primul sezon, echipa a câștigat Divizia A2 de volei feminin Seria Vest și s-a calificat pentru play-offul de promovare în Divizia A1, care l-a terminat pe locul 2 în urma CSM Constanța, dar primele două echipe merg in Divizia A1.

## Statistică medalii
Conform paginii oficiale CSM Corona Brașov:
Supercupa României se desfășoară doar la fotbal și handbal feminin.
| Sportul          | Medalii de aur | Medalii de aur | Medalii de aur | Medalii de argint | Medalii de argint | Medalii de argint | Medalii de bronz | Medalii de bronz | Medalii de bronz |
| Sportul          | Campionat      | Cupă           | Supercupă      | Campionat         | Cupă              | Supercupă         | Campionat        | Cupă             | Supercupă        |
| ---------------- | -------------- | -------------- | -------------- | ----------------- | ----------------- | ----------------- | ---------------- | ---------------- | ---------------- |
|                  |                |                |                |                   |                   |                   |                  |                  |                  |
| Fotbal           |                |                |                |                   |                   |                   |                  |                  |                  |
|                  |                |                |                |                   |                   |                   |                  |                  |                  |
| Handbal feminin  |                |                |                |                   |                   |                   |                  |                  |                  |
| 2                | 2              |                | 5              | 4                 | 1                 | 4                 | 1                |                  |                  |
| Hochei pe gheață |                |                |                |                   |                   |                   |                  |                  |                  |
| 3                | 2              |                | 3              | 3                 |                   |                   |                  |                  |                  |
| Natație          |                |                |                |                   |                   |                   |                  |                  |                  |
| 8                |                |                | 4              |                   |                   | 8                 |                  |                  |                  |
| Patinaj artistic |                |                |                |                   |                   |                   |                  |                  |                  |
| 3                | 6              |                | 2              | 7                 |                   | 2                 | 3                |                  |                  |
| Patinaj viteză   |                |                |                |                   |                   |                   |                  |                  |                  |
| 51               | 5              |                | 50             | 14                |                   | 65                | 3                |                  |                  |
| Polo pe apă      |                |                |                |                   |                   |                   |                  |                  |                  |
|                  |                |                |                |                   |                   |                   |                  |                  |                  |
| Schi alpin       |                |                |                |                   |                   |                   |                  |                  |                  |
| 43               |                |                | 47             |                   |                   | 44                |                  |                  |                  |
| Scrimă           |                |                |                |                   |                   |                   |                  |                  |                  |
|                  |                |                | 1              |                   |                   | 9                 |                  |                  |                  |
| Volei masculin   |                |                |                |                   |                   |                   |                  |                  |                  |
| 1                |                |                |                |                   |                   |                   |                  |                  |                  |